# ムーミン谷のなかまたち
『ムーミン谷のなかまたち』（原題：Moominvalley）は、トーベ・ヤンソンとラルス・ヤンソンのムーミン・シリーズを原作とする、フィンランドとイギリスの共同制作によるテレビアニメ作品。日本ではシーズン1が2019年4月4日から、シーズン2が2020年1月9日から、NHK BS4Kにて放送。また、2021年11月6日からはシーズン1がNHK Eテレにて放送開始。

## 概要
ガッツィ・アニメーション、フィンランド国営放送・YLE、およびイギリスのSkyが共同で制作する。監督は『ウォレスとグルミット 野菜畑で大ピンチ!』のスティーブ・ボックスが務める。アニメーション制作を担当するスタジオは、フィンランドのアニマである。YLE制作のテレビ番組としては過去最高額となる2000万ユーロ（約25億円）の制作費が掛けられた。
本作は2Dの手書きの風合いと3Dを融合させた映像表現を使用している。この手法についてプロデューサーのジョン・ウーリーは、『かぐや姫の物語』の伝統的な手書きアニメーションの技法や、手書きアニメーションと3Dアニメーションを融合させたディズニーの短編『紙ひこうき』からインスピレーションを受けたと述べている。
制作に先立ちガッツィ・アニメーションは、2D/3Dアニメーション技術の開発やキャラクターデザイン、キャラクターリギングなどのビジュアル開発費用を賄うために、インディーゴーゴーにおいてクラウドファンディングを実施した。その結果、2017年3月8日から4月21日までの期間で、3701人の支援者から目標額の20万ドルを超えるおよそ25万ドルの資金が集まった。
ムーが歌うテーマ曲に加えて、北欧やヨーロッパで活躍するアーティストたちが各エピソードに一曲ずつ、その回のテーマに合ったオリジナル楽曲を提供する。
2020年、第14回声優アワードで、キッズ・ファミリー賞を受賞。

## 登場人物
ムーミントロール
声 - 寺島惇太（英語：タロン・エジャトン / フィンランド語：Joonas Nordman / フィンランド・スウェーデン語：Christoffer Strandberg）
本作の主人公。好奇心が強くて冒険好き。独りぼっちになるのが苦手。
ムーミンママ
声 - 井上喜久子（英語：ロザムンド・パイク / フィンランド語：Satu Silvo / フィンランド・スウェーデン語：Maria Sid）
ムーミンのママ。冷静で些細なことでは悩まない。一家を支えるママ。
ムーミンパパ
声 - 松本保典（英語：Matt Berry / フィンランド語：Ville Haapasalo / フィンランド・スウェーデン語：Carl-Kristian Rundman）
ムーミンのパパ。冒険好きでムーミン達にアドバイスをするが、妄想癖がある。
スナフキン
声 - 高橋一生（英語：エドヴィン・エンドル / フィンランド語：Olavi Uusivirta / フィンランド・スウェーデン語：Paavo Kerosuo）
世界中を歩き渡る旅人。ハーモニカと釣りを趣味とする。「禁止」と書かれた看板が嫌い。
リトルミイ
声 - 大谷育江（英語：ベル・パウリー / フィンランド語：Kiti Kokkonen / フィンランド・スウェーデン語：Saga Sarkola）
お転婆娘。とあることをきっかけにムーミン一家の仲間入りとなった。口が悪く怒りっぽいが、親切で怖いもの知らず。
スノークのおじょうさん
声 - 津田美波（英語：Akiya Henry / フィンランド語：Alina Tomnikov / フィンランド・スウェーデン語：Edith Holmström）
本作のヒロイン。ムーミンのガールフレンド。エネルギッシュが取り柄だが、気分屋の一面もあり、ムーミン達は少々振り回されがち。
スニフ
声 - 落合弘治（英語：ワーウィック・デイヴィス / フィンランド語：Markku Haussila / フィンランド・スウェーデン語：Andreas af Enehielm）
ムーミンの幼馴染で悪友。宝やキラキラしたものに目がない。ムーミンのやることなすことに便乗しやすいが、一方で臆病な一面もある。
じゃこうねずみ
声 - 金光宣明
フィリフヨンカ
声 - 久嶋志帆
ヘムレン
声 - 太田哲治
ミムラ夫人
声 - 石丸有里子
ティーティ=ウー
声 - 河本邦弘
エンマ
声 - 小林優子
ミーサ
声 - 原島梢
オバケ
声 - 津久井教生
おしゃまさん
声 - 山藤桃子
ニンニ
声 - 福緒唯
意地悪なヘムレンの叔母さんの家にいた女の子で姿が見えない。終盤でムーミンのある言葉で姿が見えるようになった。
ブリスク
声 - 相馬幸人
トフト
声 - 本間沙智子
トフスラン
声 - 越後屋コースケ
ビフスラン
声 - 猪瀬光博
飛行おに
声 - 宇垣秀成

## スタッフ
- 原作 - トーベ＆ラルス・ヤンソン
- 原作監修 - ソフィア・ヤンソン
- 脚本 - スティーブ・ボックス（英語版）、マーク・ハッカビー、ニック・オストラー
- クリエイティブ・ディレクター - マリカ・マカロフ
- シリーズ・ディレクター - スティーブ・ボックス
- 絵コンテ - ナイジェル・デイヴィス
- 演出 - アヴゴスタ・ゾウレリディ、ナイジェル・デイヴィス、ジェイ・グレイス、ダレン・ロビー
- 美術 - サラ・ホールドレン
- 編集 - ポーラ・ディナン
- 音楽 - ペッカ・クーシスト&サムリ・コスミネ
- 音楽監督 - ヴィルピ・イモネン
- 制作担当 - ポーラ・ポヴェダ-ウルティア
- アニメーションプロデューサー - アンティ・ハイカラ、ヤニ・クロネン
- プロデューサー - ルイーズ・ホームズ
- シリーズ・プロデューサー - ジョン・ウーリー
- エグゼクティブ・プロデューサー - マリカ・マカロフ、ルーシー・マーフィー、ヤーモ・ランペラ
- アニメーション制作 - アニマ
- 制作 - ガッツィ・アニメーション
- 共同制作 - YLE、SKY

### 日本語版
- 翻訳 - 髙山美香
- 演出 - 向山宏志
- 音声 - 新井保雄
- プロデューサー - 別府憲治
- 制作統括 - 米村裕子、土橋圭介

## 主題歌・挿入曲
オープニング曲「ムーミン谷のなかまたちテーマ」
歌 - ムー
挿入曲
「スターライト」（第1話）
詞・曲 - アルマ・ミエッティネン、マッティ・ミッコラ
歌 - アルマ
「サマー・デイ」（第1話）
詞・曲・歌 - トム・オデール
「バック・トゥ・ザ・ケイヴ」（第2話）
詞・曲 - デイヴ・パーマー、エド・ハーコート
歌 - カーネル・サンズ
「ラヴ・ミー・ウィズ・オール・ユア・ハート」（第3話）
詞・曲 - カルロス・アルベール・マルティノーリ、カルロス・リグアル、マリオ・リグアル
歌 - デリラ・モンタギュー
「ホーム・アゲイン」（第4話）
詞・曲 - クラーラ・セーデルベリ、ヨハンナ・セーデルベリ
歌 - ファースト・エイド・キット
「ゼア・イズ・サムシング・イン・ザ・フォレスト」（第5話）
詞・曲 - エミリア・トリーニ、アーリッヒ・イェスパース、コーブ・プロスマンス、ジョース・カルワーツ
歌 - エミリアナ・トリーニ&ザ・カラリスト・オーケストラ
「ホーム」（第6話）
詞・曲 - ジョゼフ・サルヴァ、リッチ・クーパー
歌 - ジョゼフ・サルヴァ
「フリー・スピリット」（第7話）
詞・曲 - ジョゼフ・サルヴァ、リッチ・クーパー
歌 - ジョゼフ・サルヴァ
「カントリー・エア」（第8話）
詞・曲 - フランク・リーダー、ポール・リビングストン、ジョン・ダグラス
歌 - ソーク
「バイ・ユア・サイド」（第9話）
詞・曲 - リアム・ラムスデン
歌 - メラ
「イン・ブルー」（第10話）
詞・曲・歌 - デクラン・マッケンナ
「ノーザン・ライツ feat. ゴス」（第11話）
詞・曲 - カーレン・マリーエ・アーステッド、マッツ・ダムスガード・クリスティアンセン
歌 - ムー
「レディ・ナウ」（第12話）
詞・曲 - ドロシー・ミランダ・クラーク
歌 - ドディー
「ジ・オーサー」（第13話）
詞・曲 - ヨーリ・ショールース、クリステル・スンドベルグ
歌 - ルースベルグ
「ファースト・デイ・オブ・マイ・ライフ」（第14話）
詞・曲 - ヨハネス・ブロテロス、オラヴィ・ウーシタロ、ヨーナス・パルコネン
歌 - サム・ヒューバー
「ホームシック」（第15話）
詞・曲 - ロビン・スキナー
歌 - ケイヴタウン
「サムシング・ニュー」（第16話）
詞・曲 - マリー・ウルヴン・リンハイム
歌 - ガール・イン・レッド
「メイド・オブ・ストーン」（第17話）
詞・曲 - ペトリ・ソメル、ラファエル・エリヴォア
歌 - ジェシー・マーキン
「チェインジ・イズ・ゴナ・ノウ・マイ・ネーム」（第21話）
詞・曲 - アレクサンドル・ヴァルガス・ブレイ
歌 - アレックス・ヴァルガス
「スタート・アゲイン」（第22話）
詞・曲 - ケイリー・ジョンストン、ラス・チャイズム
歌 - ボビー
「ア・プレイス・トゥ・コール・ホーム」（第23話）
詞・曲 - ヤンス・フレドリック・スールベルグ、カール・ヴィクトル・ギュットームセン、エミリア・ホロウ、アレクサンダー・パーヴェリッチ
歌 - ヤンス

## 各話リスト
| 話数      | サブタイトル               | 演出                     | 絵コンテ               |           |           |           |           |           |           |           |           |           |           |           |           |           |           |           |           |           |           |           |           |           |
| シーズン1 | シーズン1                  | シーズン1                | シーズン1              | シーズン1 | シーズン1 | シーズン1 | シーズン1 | シーズン1 | シーズン1 | シーズン1 | シーズン1 | シーズン1 | シーズン1 | シーズン1 | シーズン1 | シーズン1 | シーズン1 | シーズン1 | シーズン1 | シーズン1 | シーズン1 | シーズン1 | シーズン1 | シーズン1 |
| --------- | -------------------------- | ------------------------ | ---------------------- | --------- | --------- | --------- | --------- | --------- | --------- | --------- | --------- | --------- | --------- | --------- | --------- | --------- | --------- | --------- | --------- | --------- | --------- | --------- | --------- | --------- |
| 1         | リトルミイがやってきた     | ナイジェル・デイヴィス   | ナイジェル・デイヴィス |           |           |           |           |           |           |           |           |           |           |           |           |           |           |           |           |           |           |           |           |           |
| 2         | 春のしらべ                 | アヴゴスタ・ゾウレリディ | ナイジェル・デイヴィス |           |           |           |           |           |           |           |           |           |           |           |           |           |           |           |           |           |           |           |           |           |
| 3         | 世界でいちばん最後の竜     | アヴゴスタ・ゾウレリディ | ナイジェル・デイヴィス |           |           |           |           |           |           |           |           |           |           |           |           |           |           |           |           |           |           |           |           |           |
| 4         | エンマの劇場               | アヴゴスタ・ゾウレリディ | ナイジェル・デイヴィス |           |           |           |           |           |           |           |           |           |           |           |           |           |           |           |           |           |           |           |           |           |
| 5         | 黄金のしっぽ               | ダレン・ロビー           | ナイジェル・デイヴィス |           |           |           |           |           |           |           |           |           |           |           |           |           |           |           |           |           |           |           |           |           |
| 6         | ニョロニョロの島           | ダレン・ロビー           | ナイジェル・デイヴィス |           |           |           |           |           |           |           |           |           |           |           |           |           |           |           |           |           |           |           |           |           |
| 7         | スナフキンと公園番         | アヴゴスタ・ゾウレリディ | ナイジェル・デイヴィス |           |           |           |           |           |           |           |           |           |           |           |           |           |           |           |           |           |           |           |           |           |
| 8         | とてつもなく大きな魚       | ナイジェル・デイヴィス   | ナイジェル・デイヴィス |           |           |           |           |           |           |           |           |           |           |           |           |           |           |           |           |           |           |           |           |           |
| 9         | モランの夜                 | ジェイ・グレイス         | ナイジェル・デイヴィス |           |           |           |           |           |           |           |           |           |           |           |           |           |           |           |           |           |           |           |           |           |
| 10        | ママ、メイドをやとう       | ダレン・ロビー           | ナイジェル・デイヴィス |           |           |           |           |           |           |           |           |           |           |           |           |           |           |           |           |           |           |           |           |           |
| 11        | こわがりオバケ             | ナイジェル・デイヴィス   | ナイジェル・デイヴィス |           |           |           |           |           |           |           |           |           |           |           |           |           |           |           |           |           |           |           |           |           |
| 12        | 姿の見えない子             | ジェイ・グレイス         | ナイジェル・デイヴィス |           |           |           |           |           |           |           |           |           |           |           |           |           |           |           |           |           |           |           |           |           |
| 13        | 真冬のご先祖さま           | アヴゴスタ・ゾウレリディ | ナイジェル・デイヴィス |           |           |           |           |           |           |           |           |           |           |           |           |           |           |           |           |           |           |           |           |           |
| シーズン2 |                            |                          |                        |           |           |           |           |           |           |           |           |           |           |           |           |           |           |           |           |           |           |           |           |           |
| 14        | やっかいな冬               | ナイジェル・デイヴィス   |                        |           |           |           |           |           |           |           |           |           |           |           |           |           |           |           |           |           |           |           |           |           |
| 15        | 火の精                     | ジェイ・グレイス         |                        |           |           |           |           |           |           |           |           |           |           |           |           |           |           |           |           |           |           |           |           |           |
| 16        | ムーミンパパとその息子     | アヴゴスタ・ゾウレリディ |                        |           |           |           |           |           |           |           |           |           |           |           |           |           |           |           |           |           |           |           |           |           |
| 17        | さよならリトルミイ         | ダレン・ロビー           |                        |           |           |           |           |           |           |           |           |           |           |           |           |           |           |           |           |           |           |           |           |           |
| 18        | フィリフヨンカさん怪事件   | サラ・バルバス           |                        |           |           |           |           |           |           |           |           |           |           |           |           |           |           |           |           |           |           |           |           |           |
| 19        | 飛行おにの帽子             |                          |                        |           |           |           |           |           |           |           |           |           |           |           |           |           |           |           |           |           |           |           |           |           |
| 20        | トフスランとビフスラン     | アヴゴスタ・ゾウレリディ |                        |           |           |           |           |           |           |           |           |           |           |           |           |           |           |           |           |           |           |           |           |           |
| 21        | ルビーの王さま             | ダレン・ロビー           |                        |           |           |           |           |           |           |           |           |           |           |           |           |           |           |           |           |           |           |           |           |           |
| 22        | お別れのとき               | サラ・バルバス           |                        |           |           |           |           |           |           |           |           |           |           |           |           |           |           |           |           |           |           |           |           |           |
| 23        | ムーミンパパの島           | ジェイ・グレイス         |                        |           |           |           |           |           |           |           |           |           |           |           |           |           |           |           |           |           |           |           |           |           |
| 24        | ムーミンママの壁画         | ナイジェル・ディヴィス   |                        |           |           |           |           |           |           |           |           |           |           |           |           |           |           |           |           |           |           |           |           |           |
| 25        | ムーミントロールとうみうま | ダレン・ロビー           |                        |           |           |           |           |           |           |           |           |           |           |           |           |           |           |           |           |           |           |           |           |           |
| 26        | ムーミン谷の十一月         | ダレン・ロビー           |                        |           |           |           |           |           |           |           |           |           |           |           |           |           |           |           |           |           |           |           |           |           |

## 放送局
| 放送期間                      | 放送時間           | 放送局    | 対象地域 | 備考 |
| ----------------------------- | ------------------ | --------- | -------- | --- |
| 2019年4月4日 - 6月27日        | 木曜 19:30 - 19:53 | NHK BS4K  | 日本全域 | 再放送は翌週木曜9:30、および翌々週日曜10:45から |
| 2020年1月9日 -                |                    | NHK BS4K  | 日本全域 | 再放送は翌週水曜0:20、木曜9:30、および翌々週日曜10:45から |
| 2021年11月6日 - 2022年3月26日 | 土曜10:30 - 10:55  | NHK Eテレ | 日本全域 | それ以前（2019年8月28日・9月4日・12月31日）にも放送実績があるが、レギュラーとしてはこれが初放送。 第9話、第10話は2021年12月31日12:45 - 13:30に、第11話、第12話は2022年1月1日13:00 - 13:45に、第13話、第14話（シーズン2第1話）は1月2日12:50 - 13:35にそれぞれ「NHK 冬休みアニメスペシャル2021-2022」として特別編成で放送。 |